# Дронапарва

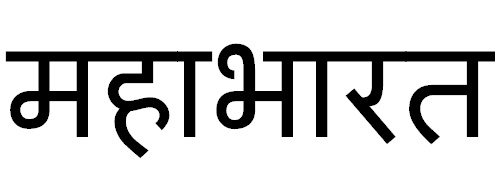
Махабха́рата

Дронапарва (санскр. द्रोणपर्व, «Книга о Дроне») — седьмая книга «Махабхараты», состоит из 8,2 тыс. двустиший (173 главы по критическому изданию в Пуне). В «Дронапарве» рассказывается о баталиях и поединках в течение пяти (с одиннадцатого по пятнадцатый) дней восемнадцатидневной битвы на Курукшетре между войсками Пандавов и  Кауравов, завершившихся убиением главнокомандующего Кауравов — Дроны.

## Сюжет

### Сказание о посвящении Дроны
Вайшампаяна рассказывает Джанамеджае о продолжении битвы на Курукшетре. Дхритараштра не находит себе покоя, узнав об убийстве Бхишмы Шикхандином. К нему в Хастинапур ночью приходит Санджая и рассказывает о дальнейших событиях на Курукшетре.
Кауравы, теснимые противниками, решают обратиться за помощью к Карне, который ранее поклялся не вступать в битву, пока жив Бхишма. Карна восходит на колесницу и устремляется к полю брани. Увидев покоящегося на ложе из стрел Бхишму, Карна сходит с колесницы в глубокой печали и приветствует его. Бхишма благословляет Карну на битву, и тот спешно следует дальше. Встретившись с Дурьодханой, Карна советует ему назначить верховным военачальником Дрону. Владыка Кауравов исполняет этот совет. Под предводительством Дроны вдохновлённое присутствием Карны войско Кауравов выступает на битву в боевом строю под названием «шаката» (тележка). Пандавы выстраивают свои силы в боевом строю под названием «краунча» (журавль). В начавшейся битве Дрона истребляет два акшаухини вражеских воинов и затем погибает.
Дхритараштра просит Санджаю приостановить беседу и теряет сознание. После того, как слуги приводят царя в сознание, он объясняет успех Пандавов тем, что на их стороне Кришна, и перечислив давние подвиги Кришны, выражает опасение, что столь могущественный противник перейдёт от моральной поддержки Пандавов к вооружённым действиям. Затем Санджая по велению Дхритараштры даёт подробное изложение событий, предшествовавших убиению Дроны.
После назначения предводителем войска Дрона предлагает Дурьодхане выбрать дар, и тот, посовещавшись с приближёнными, просит схватить и доставить живым Юдхиштхиру. Глава Кауравов объясняет своё желание тем, что в случае смерти Юдхиштхиры остальные Пандавы продолжат сражение, а в случае пленения их царя можно будет ещё раз обыграть его в кости и отправить соперников в лесное изгнание. Дрона соглашается предоставить такой дар с ограничением: Юдхиштхира может быть пленён только если его не будет защищать ученик Дроны Арджуна.
Юдхиштхира, проведав о намерении Дурьодханы, просит у Арджуны защиты в битве. В ходе начавшейся битвы Дрона, истребив множество вражеских воинов, пробирается со своим отрядом к Юдхиштхире. Узнав об этом, Арджуна быстро мчится на помощь своему старшему брату, и войско Кауравов под его натиском отступает в свой лагерь.

### Сказание об убиении саншаптаков
После отступления Дрона в дурном расположении духа советует Дурьодхане отвлечь Арджуну в бою и отвести его подальше от Юдхиштхиры. Услышав слова Дроны, царь тригартов Сушарман вызывается на сражение с Арджуной и вместе со своими пятью братьями и войском принимает обет саншаптаков («поклявшихся»), означающий намерение победить или умереть. Вернувшись по прошествии ночи на поле брани, саншаптаки вызывают Арджуну на битву. Тот принимает вызов, предоставив защиту Юдхиштхиры Сатьяджиту, царевичу Панчалы.
Выстроившись на ровном месте в боевой строй, называемый полумесяцем, тригарты вступают в сражение с Арджуной. Вскоре они под натиском стрел противника обращаются в бегство, которое Сушарману с трудом удаётся остановить. Дрона в это время, выстроив войско в виде Гаруды, нападает на Юдхиштхиру, который в ответ располагает своё войско в форме полукруга. Защищать владыку Пандавов в течение дня обязуется Дхриштадьюмна. В ходе ожесточённой битвы Дрона отсекает голову Сатьяджиту, и Юдхиштхира пускается в бегство на быстрых конях. Карна и Дурьодхана с братьями направляются к находящемуся в гуще сраженя Дроне, которого атакует войско Пандавов во главе с Бхимасеной. Арджуна некоторое время колеблется перед выбором между помощью Юдхиштхире либо истреблением саншаптаков, а затем находит выход в уничтожении большей части саншаптаков и возвращением к брату. На закате солнца оба измотанных войска отходят каждое в свой лагерь.

### Сказание об убиении Абхиманью
На рассвете следующего дня Дурьодхана мягкосердечно укоряет Дрону из-за невыполненного дара. Тот вновь говорит о необходимости отвлечь Арджуну. Толпы саншаптаков второй раз вызывают Арджуну на битву, и пока он истребляет их, в бою погибает его юный сын Абхиманью. Дхритараштра просит Санджаю подробнее рассказать об этом, что тот и делает.

Круглый боевой строй Чакравьюха, в который проник Абхиманью.

Дрона перед сражением образует круглый боевой строй и в начавшейся битве теснит войско Пандавов. Пока Арджуна сражается с саншаптаками, Юдхиштхира с Бхимасеной уговаривают Абхиманью прорвать круглый боевой строй первым и обещают вслед за ним разорвать строй в нескольких местах. Абхиманью соглашается и, несмотря на совет своего возницы не делать этого, проникает на колеснице в середину вражеского стана, где учиняет грандиозное побоище. Дрона отказывается сражаться с сыном своего ученика, и Абхиманью побеждает многих царей Кауравов.
Четверо Пандавов во главе с Юдхиштхирой пытаются прорваться к нему, но их войско останавливает Джаядратха благодаря дару, ранее полученному от Шивы за аскетические подвиги. Карна по совету Дроны рассекает своими стрелами лук Абхиманью, и тот продолжает сражение со многими противниками при помощи палицы, но в конце концов погибает от удара, нанесённого ему палицей по голове сыном Духшасаны. Вскоре заходит солнце, и битва завершается. Вернувшись в лагерь вместе с Кришной после уничтожения саншаптаков, Арджуна узнаёт о гибели своего сына и даёт торжественную клятву, что если не убьёт на следующий день до заката солнца Джаядратху, то сам примет смерть на костре.

### Сказание о клятвенном обещании
Шпионы Дурьодханы доносят о клятве Арджуны, и опечаленный Джаядратха на собрании царей говорит, что от немедленного возвращения домой его может удержать только защита лучших воинов Кауравов. Дурьодхана даёт обещание оберегать Джаядратху, а затем вместе с ним отправляется к Дроне. Дрона сообщает, что мера обучения воинскому искусству у Арджуны и Джаядратхи одинакова, но Арджуна имеет преимущество вследствие постоянных упражнений в йоге. Дрона выражает готовность оберегать Джаядратху в бою и напоминает о недолговечности жизни всех людей вне зависимости от исхода предстоящего сражения. Джаядратха успокаивается и устремляет свои помыслы к битве.
Кришна укоряет Арджуну за опрометчивую клятву, с которой тот возложил на себя чрезмерно тяжкое бремя. Он сообщает, что узнал от шпионов, посланных в лагерь Дурьодханы, о намерении Кауравов всеми силами оберегать Джаядратху. Арджуна проявляет полную уверенность в своей способности выполнить клятву. По просьбе Арджуны Кришна приходит к Субхадре и утешает её, а также Драупади и Уттару в связи со смертью Абхиманью. Вернувшись, он вместе с Арджуной совершает обычное ночное жертвоприношение Шиве, а затем отправляется в собственный шатёр. Проснувшись среди ночи, Кришна поручает своему вознице по имени Дарука снарядить до восхода солнца колесницу с оружием и быть готовым подъехать на ней по звуку Панчаджаньи — раковины Кришны.
Арджуна раздумывает над тем, как ему выполнить своё клятвенное обещание, и впадает в забытьё. Во сне ему является Кришна и советует воспользоваться в предстоящем бою оружием Пашупата, дарованным Шивой. Арджуна сосредоточивается на Шиве и вскоре видит себя парящим в небе вместе с Кришной. Двигаясь со скоростью ветра, он наблюдает множество чудесных явлений и зрелищ и вскоре прилетает на гору, где обитает Шива. Поклонившись тому высочайшему богу, Арджуна и Кришна прибегают к его покровительству, а затем приносят хранящиеся в небесном озере лук и стрелу. Шива выпускает стрелу в озеро и бросает туда же и лук. Он дарует Арджуне оружие Пашупата и исполнение клятвенного обещания. В тот же миг исполненные восторга Арджуна и Кришна возвращаются в свой лагерь.
Наутро к Юдхиштхире прибывает Кришна и в присутствии царей обещает победу Арджуны в грядущей битве и убиение Джаядратхи. Вскоре к ним является Арджуна и рассказывает о своём благоприятном сне. По приказанию Юдхиштхиры войско Пандавов выступает на битву, сопутствуемое благоприятными знамениями.

### Сказание об убиении Джаядратхи
Дрона выстраивает войско Кауравов частью в виде круга, частью в виде тележки, в тыловой части строя располагает запасной отряд в виде лотоса, а внутри лотосообразного строя образует скрытый строй, называемый иглой. Царь Джаядратха занимает своё место у ушка иглообразного строя. Впереди войска выступает боевой отряд, возглавляемый братом Дурьодханы Дурмаршаной.
В начале битвы Арджуна просит Кришну направить их колесницу к Дурмаршане и, поразив стрелами множество слонов, коней и воинов, наголову разбивает передовой отряд Кауравов. Другой брат Дурьодханы Духшасана пытается остановить Арджуну, но под натиском противника отступает. Достигнув Дроны, Арджуна просит у него разрешения убить Джаядратху. Тот отвечает, что решение зависит от исхода поединка между ними. Арджуна принимает вызов, но вскоре по настоянию Кришны уклоняется от столкновения с Дроной и проникает в гущу вражеского войска, чтобы найти Джаядратху.
Дурьодхана, видя поражение своего войска, срочно прибывает к Дроне за поддержкой. Тот, однако, отказывается преследовать Арджуну под предлогом необходимости пленить Юдхиштхиру и при помощи мантр завязывает на Дурьодхане особым образом панцирь, делая его неуязвимым для стрел любого врага. Затем Дрона отражает нападение войска Пандавов.
Сражение длится целый день, и, когда солнце начинает клониться к закату, Арджуна поручает Кришне распрячь утомлённых коней и извлечь из них стрелы. Пронзив землю оружием, он образует озеро, чтобы кони могли напиться. Затем Арджуна сооружает чертог из стрел и продолжает пешим сдерживать вражеское войско. Удалив усталость и слабость коней и залечив их раны, Кришна запрягает их в колесницу и приближается вместе с Арджуной к Джаядратхе. Дурьодхана обгоняет их и, повернув, под защитой чудесного панциря бросает вызов на битву.
Арджуна обнаруживает, что его стрелы не могут нанести вреда телу Дурьодханы, прикрытому непроницаемым панцирем. Тогда он иссекает стрелами коней и возниц противника, затем его колесницу и лук, а напоследок — обе ладони. Войско Кауравов спешит на помощь своему владыке и вступает в бой с Арджуной. Кришна трубит в раковину Панчаджанью. Услышав её рёв, Юдхиштхира посылает Сатьяки на помощь Арджуне. Тот, предоставив защиту владыки Пандавов Бхимасене, выполняет это поручение. Вслед за ним движется всё войско Пандавов. Сатьяки, прорвавшись сквозь строй противника, вступает в поединок с Дурьодханой и обращает его в бегство. Затем он побеждает Дрону и заставляет его отступить.
Юдхиштхира вновь слышит рёв Панчаджаньи. Опасаясь за жизнь Арджуны, он посылает ему на подмогу Бхимасену. Защиту Юдхиштхиры при этом берёт на себя Дхриштадьюмна. Вступив в бой с Дроной, Бхимасена палицей сокрушает его колесницу, а затем убивает многих братьев Дурьодханы. В пылу сражения он встречает Сатьяки, после чего пробирается к Арджуне и Кришне. Одолев напавшего на него Карну, Бхимасена вместе с Сатьяки, Арджуной и Кришной приближается к Джаядратхе. Дурьодхана спешно следует к Дроне, но тот советует владыке Кауравов продолжать защиту Джаядратхи, а сам остается на месте, чтобы сдерживать войско Пандавов.
В разыгравшемся вокруг Джаядратхи сражении Карна побеждает Бхимасену, однако сохраняет ему жизнь, помня просьбу Кунти. Он лишь потешается над повергнутым противником, но вскоре обращается в бегство из-за града стрел, пущенных Арджуной. Усталый Сатьяки терпит поражение в поединке с Бхуришравасом. Когда Бхуришравас заносит меч над головой побеждённым, Арджуна стрелой отсекает ему правую руку. Тот гневно порицает Арджуну за вероломный поступок, а затем в ожидании смерти предаётся йоге. Воины осуждают Арджуну, а тот в качестве оправдания указывает защиту безоружного Сатьяки и напоминает о злодейском убийстве Абхиманью. Бхуришравас бросает Арджуне левой рукой свою отрубленную правую руку и пребывает в молчании. Отпущенный Сатьяки, несмотря на протесты Пандавов и Кауравов, отсекает голову Бхуришравасу, вызывая этим всеобщее неодобрение.

Солнце быстро клонится к закату, когда Арджуна наконец настигает Джаядратху. Кришна призывает соратника скорее отсечь голову недругу, сопровождая свой призыв рассказом о том, почему нельзя допустить непосредственного падения головы Джаядратхи на землю. При рождении Джаядратхи голос невидимого существа сказал его отцу Вриддхакшатре, что этот сын будет выдающимся кшатрием, но потеряет голову в битве с врагами. Огорчённый Вриддхакшатра силой подвижничества наложил проклятие на того, кто заставит упасть на землю голову Джаядратхи. Согласно проклятию, голова убийцы должна лопнуть на сто частей. По совету Кришны Арджуна сначала отсекает Джаядратхе стрелой голову, а затем при помощи своих стрел отсылает её на колени сидящего за вечерней молитвой Вриддхакшатры. Окончив молитву, отец Джаядратхи встаёт, после чего голова его сына скатывается на землю, и голова самого Вриддхакшатры лопается на сто частей. Выполнив клятвенное обещание, Арджуна продолжает крушить врагов.

### Сказание об убиении Гхатоткачи
Крипа и Ашваттхаман, увидев, как пал Джаядратха, набрасываются на Арджуну. Тот, однако, сражается с ним вполсилы, не желая причинять вреда своему наставнику Крипе и сыну своего наставника Дроны Ашваттхаману. Тем не менее, они отступают под натиском его стрел.
Сатьяки после поражения в бою с Бхуришравасом и последовавшего вероломного убийства победителя остаётся без колесницы. Кришна подаёт особый сигнал при помощи своей раковины Панчаджаньи, услышав который, Дарука прибывает на колеснице. Взойдя на эту колесницу, Сатьяки выступает против Карны и после изматывающей битвы лишает его возницы, коней и колесницы, а также одолевает многих сыновей Дхритараштры. Он сохраняет жизнь всем побеждённым, чтобы их мог убить Бхимасена в соответствии с данным обетом. Арджуна, приблизившись к Карне, обещает убить его сына Вришасену в отместку за насмешки Карны над Бхимасеной и за убийство Абхиманью. Силы Пандавов, проникшие в тыл противника, воссоединяются с Юдхиштхирой и радуются победе.
Солнце заходит, но сражение продолжается и ночью. Когда в бой вступает сын Бхимасены Гхатоткача во главе акшаухини ракшасов, войско Кауравов обращается в бегство. Лишь Ашваттхаман непоколебимо противостоит Гхатоткаче и вскоре убивает его сына по имени Анджанапарван. Дурьодхана обращается к Карне с призывом спасать войско Кауравов. Тот, похваляясь, обещает скорую победу над Пандавами при помощи дротика Шакры. Крипа высмеивает бахвальство Карны и подвергает сомнению возможность победы над Пандавами. Карна в пренебрежительном тоне настаивает на своём мнении, и Ашваттхаман порывается его убить за оскорбление Крипы. Дурьодхана с Крипой удерживают Ашваттхамана. После того, как он успокаивается, Карна начинает битву с Пандавами. Хотя поначалу Карне удаётся рассеять вражеское войско, в поединке с Арджуной он терпит поражение, в результате которого воины Кауравов отступают. На смену Карне выдвигается Ашваттхаман, но Пандавы успешно препятствуют его действиям и вновь заставляют Кауравов отступить.

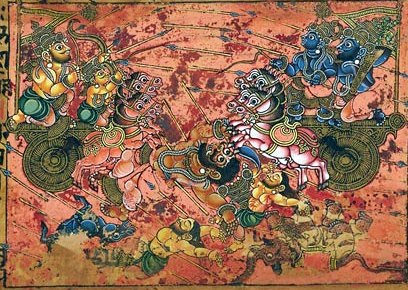
Карна убивает Гхатоткачу. Аноним, 1670.

Сплотив все оставшиеся после сражения отряды войска Кауравов, Дрона становится впереди них. Пехотинцы противоборствующих сторон берут в руки горящие факелы, и ночной бой продолжается. После продолжительного побоища Карна начинает теснить Пандавов, и Арджуна просит Кришну направить к нему их колесницу. Кришна, однако, удерживает соратника из опасения перед дротиком Шакры и вместо него посылает сразиться с Карной Гхатоткачу. Сначала Гхатоткача убивает вставшего у него на пути владыку ракшасов Аламбалу, а затем долгое время ведёт на равных битву с Карной. На помощь Карне вызывается владыка ракшасов Алаюдха, но Гхатоткача убивает и его. Карна оказывается вынужден использовать против него дротик Шакры. В итоге Гхатоткача погибает, но Карна остаётся без чудесного оружия, предназначавшегося для убиения Арджуны.

### Сказание об убиении Дроны
Пандавы горюют из-за смерти Гхатоткачи, а Кришна, напротив, проявляет признаки бурной радости. На недоуменный вопрос Арджуны по поводу неуместного веселья он отвечает, что радуется из-за потери Карной дротика Шакры. Затем Кришна успокаивает удручённого Юдхиштхиру, и тот спешно выступает против Карны. Увидев это, Вьяса приближается к Юдхиштхире и удерживает его от проявления гнева и печали. Он обещает владыке Пандавов возвращение царства на пятый день со времени их беседы и исчезает.
По повелению Юдхиштхиры Дхриштадьюмна ведёт войско в бой, но сонные воины обеих сторон оказываются не в состоянии сражаться. Тогда Арджуна призывает их заснуть на короткое время, а затем продолжить битву при свете месяца. Воины погружаются в сон. Вскоре месяц ярко освещает мир, и битва разыгрывается вновь.
Дурьодхана, примчавшись к Дроне, попрекает его за попустительство Пандавам. Тот даёт гневную отповедь и прославляет бойцовские качества Арджуны. Рассерженный царь Кауравов объявляет о своём решении убить Арджуну при помощи ближайших сподвижников и разделяет войско на две части. Пандавы также разделяют своё войско на две части. В продолжающемся сражении Дрона убивает стрелами Вирату и Друпаду. Дхриштадьюмна и Бхимасена обрушиваются на Дрону. Вскоре восходит солнце. В ожесточённой битве начинается поединок Дроны и Арджуны, в котором ни один из них не получает преимущества. Через некоторое время Арджуна по призыву братьев отвлекается, чтобы оттеснить войско Кауравов от Дроны, а тот, пользуясь предоставленной возможностью, учиняет побоище среди панчалов. Увидев это, Кришна советует подорвать боевой дух Дроны ложным сообщением о гибели его сына Ашваттхамана.
Арджуна отвергает замысел Кришны, Юдхиштхира с большим трудом принимает, а остальные одобряют. Бхимасена убивает палицей в своём войске слона по кличке Ашваттхаман и громко восклицает об убийстве Ашваттхамана. Дрона, услышав эти слова, просит их подтверждения у Юдхиштхиры, поскольку полагается на его честность. Владыка Пандавов говорит, что убит слон Ашваттхаман, но при этом произносит слово «слон» невнятно. Дрона испытывает отчаяние, но продолжает истреблять вражеских воинов. Тогда к нему приближается Бхимасена и напоминает о принадлежности Дроны к варне брахманов и о мнимой смерти Ашваттхамана. Дрона бросает оружие, даёт обет  ахимсы и предаётся йоге на площадке колесницы. Арджуна и другие цари кричат Дхриштадьюмне, чтобы он привёл Дрону живым, но тот не слушает их и отсекает Дроне мечом голову. При виде этого зрелища воины Кауравов разбегаются во все стороны, а Пандавы радуются победе.

### Сказание о применении оружия Нараяна
Узнав об убиении своего отца обманным путём, Ашваттхаман объявляет о намерении применить против врагов оружие под названием Нараяна, полученное Дроной от Нараяны. Войско Кауравов при этих словах сплачивается и наступает.
Вызвав оружие нараяна, Ашваттхаман уничтожает множество врагов. Бхимасена пытается остановить Ашваттхамана, но лишь усиливает силу действия оружия Нараяна. Арджуна с Кришной приходят на помощь Бхимасене и с помощью оружия под названием варуна прекращают действие оружия Нараяна. Ашваттхаман применяет оружие под названием агнея, но Арджуна нейтрализует его оружием Брахмы. При виде невредимых Арджуны и Кришны Ашваттхаман соскакивает с колесницы и убегает из сражения.
На своём пути он встречает Вьясу и спрашивает у него, почему не смог уничтожить при помощи небесного оружия Арджуну и Кришну. Вьяса рассказывает предание о древнем мудреце Нараяне, который умилостивил Шиву мощью своего аскетического подвига, за это получив в дар непобедимость. Нараяна вызвал к существованию равного себе во всём отшельника по имени Нара. Кришна и Арджуна — это воплощения неодолимых Нараяны и Нары. Ашваттхаман поклоняется Вьясе и, направившись к войску Кауравов, заставляет его отойти для ночного отдыха. Войско Пандавов также возвращается в свой лагерь.